# TV Kofler
tv kofler war eine deutschsprachige, 14-täglich erscheinende Programmzeitschrift, die vom damaligen Bezahlfernsehunternehmen Premiere verlegt wurde. Sie erschien erstmals am 26. September 2003 und wurde im Frühjahr 2004 wieder eingestellt.
Das Magazin sollte ursprünglich den Titel „tv komplett“ tragen. Der Bauer-Verlag, selbst Herausgeberin mehrerer Fernseh-Programmzeitschriften, ging noch vor der Erstausgabe gerichtlich gegen den Namen vor und erwirkte eine Einstweilige Verfügung. Gleichwohl waren zumindest Teile der Erstausgabe bereits unter dem Namen „tv komplett“ gedruckt und versandt. Ab der folgenden Ausgabe vom 10. Oktober änderte Premiere den Namen des Magazins in „tv kofler“. Der Titel war eine Anspielung auf den damaligen Premiere-Geschäftsführer Georg Kofler.
Die ersten vier Ausgaben erhielten alle Premiere-Abonnenten gratis zugestellt. Anschließend hatten die interessierten Abonnenten für die Lieferung des Magazins zu zahlen. Am Kiosk war die tv kofler entgegen ersten Ankündigungen vor ihrem Start nie erhältlich. Abgedruckt wurden neben dem Mantelteil die Programme aller Anbieter auf der Premiere-Plattform sowie der großen frei empfangbaren Fernsehsender. Das zuvor an die Premiere-Abonnenten kostenlos gelieferte Monatsheft, das ausschließlich die Pay-TV-Sender aufführte, wurde mit dem Start der tv kofler eingestellt.
Im Frühjahr 2004 stellte Premiere die tv kofler ein. Die Abonnenten des Heftes erhielten fortan die gleichzeitig neu gestartete Zeitschrift TV Digital der Axel Springer AG.